# Это — Spinal Tap!
«Это — Spin̈al Tap!» (англ. This Is Spin̈al Tap) — псевдодокументальный фильм 1984 года, снятый Робом Райнером о вымышленной британской рок-группе, чей успех идёт на убыль. В фильме снялись участники полувымышленной хэви-метал/глэм-рок-группы Spinal Tap (Кристофер Гест, Майкл МакКин и Гарри Ширер), которые впоследствии стали рок-группой в настоящей жизни. Фильм насыщен сатирой и пародирует внешний вид, «бунтарское» поведение и музыкальные претензии таких групп, как UFO, Led Zeppelin, The Rolling Stones, Queen, Deep Purple, Aerosmith, Kiss, Black Sabbath, Judas Priest, W.A.S.P., Sweet.
Фильм также был написан по сценарию режиссёра Райнера и участников группы — Геста, МакКина и Ширера.
«Это — Spinal Tap!» дважды выходил на DVD: в 1998 (издание коллекции «Criterion») и в 2000 году.
Продолжение «Это – Spinal Tap 2: Конец продолжается», выйдет в сентябре 2025 года, режиссёром которого также выступит Райнер, а Гест, МакКин и Ширер вновь исполнят свои роли участников Spinal Tap.

## Успех и значимость
Сразу после выпуска фильм не имел большого успеха, отчасти потому, что многие зрители не поняли, что это не настоящий документальный фильм, а полная юмора фальсификация. Однако после выхода на видео фильм стал культовым и приобрёл множество поклонников. Например, в одном из эпизодов «Симпсонов» показан концерт группы и один из участников Spinal Tap озвучивает сам себя.
В 2002 году в Библиотеке Конгресса США фильм сочли значительным и включили его в Национальный реестр фильмов.

## Дискография Spinal Tap
- 1984 — This Is Spinal Tap
- 1992 — Break Like the Wind
- 2009 — Back from the Dead

## Появления в других медиа
Гарри Ширер, сыгравший Дерека Смоллса, впоследствии стал одним из главных актёров озвучивания мультсериала «Симпсоны», подарив голоса мистеру Бёрнсу, Кенту Брокману, Кэнгу, преподобному Лавджою, Ленни Леонарду, Отто Манну, директору Скиннеру, Вэйлону Смитерсу, Неду Фландерсу и доктору Хибберту и многим другим.
Ширер вместе с Гестом и МакКином, повторили свои роли участников Spinal Tap в эпизоде «Симпсонов» — «The Otto Show», сначала выступив на концерте, который посетили Барт Симпсон и Милхаус Ван Хутен, и переросшем в беспорядки после раннего ухода группы, а затем их гастрольный автобус был сбит Отто на школьном автобусе.